# 1409

## Události

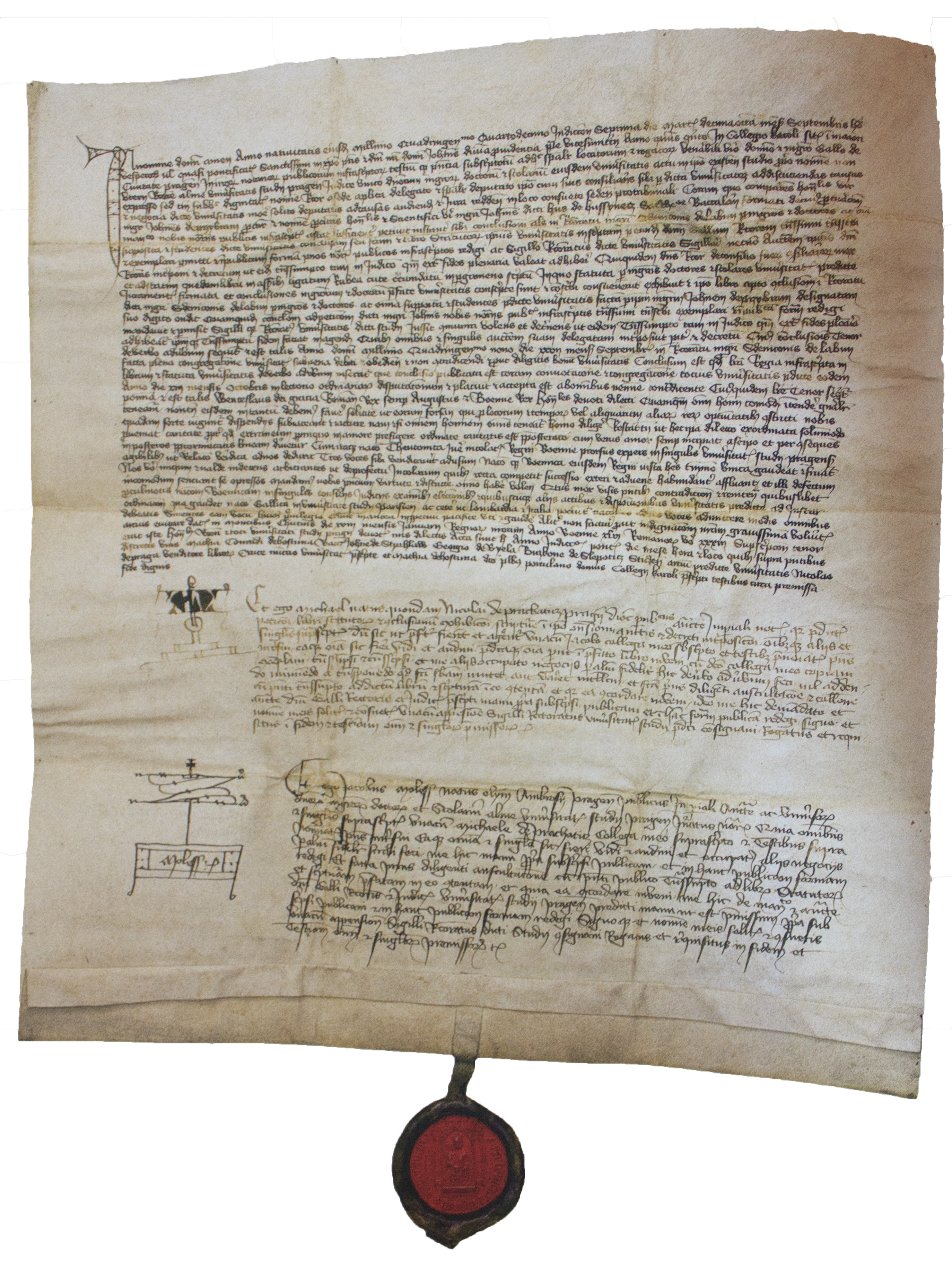
Dekret kutnohorský

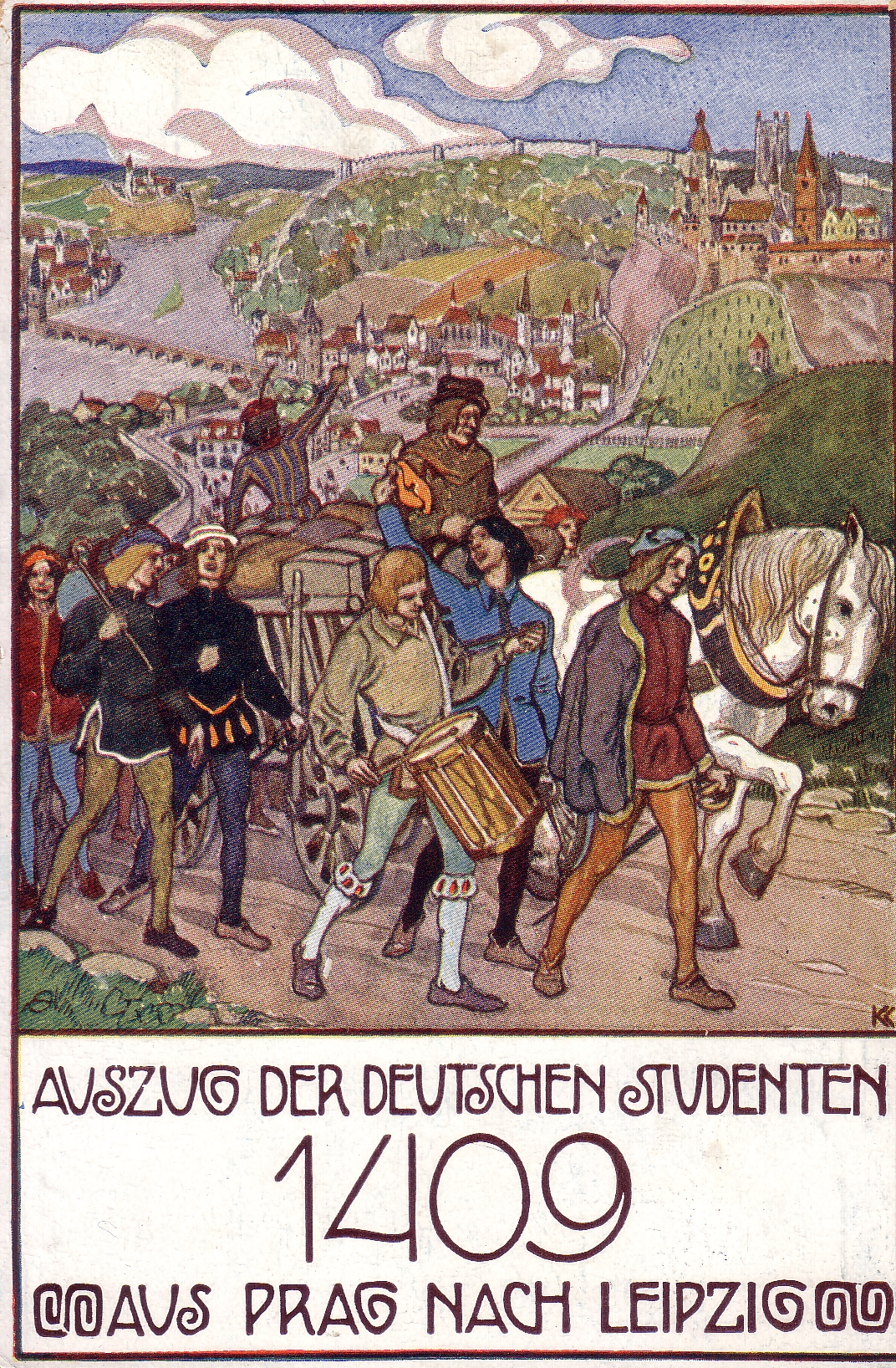
Odchod německých studentů z Prahy

- Dalmácie byla postoupena Benátské republice.
- Na Žmudi vypuklo rozsáhlé povstání proti Řádu německých rytířů.
- Ulrich von Jungingen uzavřel na sklonku roku v Košicích spojenectví s uherským králem Zikmundem Lucemburský.
- Zikmund Lucemburský založil Dračí řád.
- Ludvík II. z Anjou založil univerzitu v Aix-en-Provence.
- Byla založena burza v Bruggách.
- Angličané obsadili waleský hrad Harlech.
- Martin II. Soucitný se stal sicilským králem.
- Tibetský láma Congkhapa založil v Tibetu první klášter buddhistického řádu Gelugpa jménem Gandän. Byl třetím největším klášterem v Tibetu, schopným pojmout až 3300 mnichů.
- Čeng Che se vydal na svou třetí výpravu.
- 18. ledna – Král Václav IV. vydal Dekret kutnohorský.
- 9. března – Uzavřena smlouva z Chartres.
- 25. března – Do Pisy byl svolán pisánský koncil řešící papežské schizma.
- 31. července – Zadar byl prodán Benátské republice.
- 7. srpna – Skončil pisánský koncil.
- 14. srpna – Velmistr Řádu německých rytířů, Ulrich von Jungingen, vyhlásil válku Polsku a Litvě.
- 9. září – Papež Alexandr V. vydává bulu k založení Lipské univerzity.
- 2. prosince – Byla založena Lipská univerzita zejména pro německé profesory a studenty, kteří opustili Karlovu universitu po vydání Kutnohorského dekretu.

### Probíhající události
- 1405–1433:Plavby Čeng Chea
- 1406–1428: Čínsko-vietnamská válka
- 1409–1411: Polsko-litevská válka s Řádem německých rytířů
- 1402–1413:Osmanské interrengnum

## Narození
- ? – Išicha, čínský cestovatel
- 16. ledna – René I. z Anjou, lotrinským vévoda († 1480)
- 28. února – Alžběta Lucemburská, česká, uherská a římská královna jako manželka Albrechta II. Habsburského († 19. prosince 1442)
- 5. října – Karel VIII. Knutsson, švédský a norský král († 1470)

## Úmrtí
- 23. dubna – Francesc Eiximenis, katalánský spisovatel a františkánský mnich (* 1330)
- 3. května – Alžběta Oettingenská, moravská markraběnka jako manželka Jana Jindřicha
- 13. září – Izabela z Valois, francouzská princezna, anglická královna jako manželka Richarda II. Plantagenet, později orleánská vévodkyně (* 1389)
- ? – Čchiou Fu, čínský vojevůdce (* 1343)
- ? – Hedvika Lehnická, zaháňská kněžna (* 1351?)
- ? – Ruprecht I. Lehnický, lehnický kníže (* 27. března 1347)

## Hlavy státu
- České království – Václav IV.
- Moravské markrabství – Jošt Moravský
- Svatá říše římská – Ruprecht III. Falcký
- Papež –
- Anglické království – Jindřich IV.
- Francouzské království – Karel VI. Šílený
- Polské království – Vladislav II. Jagello
- Uherské království – Zikmund Lucemburský
- Byzantská říše – Manuel II. Palaiologos